# Marcell Mikuláss-Koch
Marcell Mikuláss-Koch (* 23. Oktober 2002 in Budapest) ist ein österreichisch-ungarischer Volleyballspieler.

## Karriere
Mikuláss-Koch ist der Sohn des ehemaligen Bundesligaspielers Robert Koch. Bis 2015 spielte der Zuspieler bei Inzingvolley. Danach wechselte er zum österreichischen Erstligisten UVC Graz. 2021 nahm er mit der ungarischen Nationalmannschaft an der European Silver League teil. 2022 wurde er vom deutschen Bundesligisten TSV Haching München verpflichtet.